# Tricholeiochiton suwannee
Tricholeiochiton suwannee är en nattsländeart som beskrevs av Chantaramongkol och Malicky 1986. Tricholeiochiton suwannee ingår i släktet Tricholeiochiton och familjen smånattsländor. Inga underarter finns listade i Catalogue of Life.